# Allopauropus rostratus
Allopauropus rostratus är en mångfotingart som beskrevs av Krestewa 1940. Allopauropus rostratus ingår i släktet småfåfotingar, och familjen fåfotingar. Inga underarter finns listade i Catalogue of Life.